# Con tutta la rabbia, con tutto l'amore
Con tutta la rabbia, con tutto l'amore - Collezione 1970-2000 è un album antologico del cantautore italiano Giorgio Gaber, pubblicato nel 2006, comprendente, in tre CD, materiali dai vari spettacoli, tutti già apparsi precedentemente su disco.

## Descrizione e notizie
La raccolta, sostanziale seguito dell'altro box triplo Prima del Signor G, è focalizzata sul vasto repertorio del teatro canzone, formula che nella carriera di Gaber segnò una significativa svolta, e che lui non avrebbe più abbandonato. Le registrazioni, tutte dal vivo, sono riprese dagli spettacoli che l'artista tenne in diverse stagioni lungo un trentennio compreso tra il 1970 (quando lanciò Il Signor G) e il 2000, ultimo anno in cui Gaber si esibì in pubblico, con Un'idiozia conquistata a fatica.
Il catalogo della produzione teatrale del cantautore era stato riorganizzato qualche anno prima, quando lui era ancora in vita, in una collezione che per buona parte riproponeva gli album originariamente pubblicati per la Carosello o le più recenti autoproduzioni, con alcune modifiche (parziali o totali) ai contenuti e ad altri aspetti esteriori, oltre a note introduttive scritte ex novo da Gaber e Sandro Luporini per ciascun disco, corrispondente, nel piano dell'opera, a un preciso spettacolo. Questa serie di riedizioni ha quindi costituito la base per la selezione di brani del cofanetto.
Come la precedente, anche questa pubblicazione è stata curata dalla Fondazione Giorgio Gaber, avvalendosi inoltre del patrocinio della Regione Lombardia.

## Tracce
CD 1
Testi e musica di Gaber, salvo diversa indicazione
1. Suona chitarra, (Giorgio Gaber, Federico Monti Arduini)
2. Eppure sembra un uomo
3. Ii signor G dalla parte di chi
4. L'ingranaggio (Prima parte)
5. Il pelo
6. L'ingranaggio (Seconda parte)
7. I borghesi
8. Il mestiere del padre
9. Oh Madonnina dei dolori
10. Al bar Casablanca
11. Far finta di essere sani
12. Cerco un gesto, un gesto naturale
13. L'impotenza
14. Un'idea
15. La presa del potere
16. Quello che perde i pezzi
17. La libertà
18. L'odore (Giorgio Gaber, Sandro Luporini)
19. Chiedo scusa se parlo di Maria
20. La realtà è un uccello (Giorgio Gaber, Sandro Luporini)

CD 2
Testi di Gaber e Luporini, musiche di Gaber.
1. La nave
2. Buttare lì qualcosa
3. La peste
4. C'è solo la strada
5. I reduci
6. Le elezioni
7. Si può
8. I padri miei - I padri tuoi
9. La festa
10. Quando è moda è moda
11. Gildo
12. Io se fossi Dio

CD 3
Testi di Gaber e Luporini, musiche di Gaber.
1. Il dilemma
2. Io e le cose
3. Lo shampoo
4. Io come persona
5. La strana famiglia
6. Quando sarò capace di amare
7. Qualcuno era comunista
8. Destra-Sinistra
9. Il grido
10. Il mercato
11. Il conformista
12. Una nuova coscienza